# Gloria Origgi
Gloria Origgi, née en 1967, est une philosophe italienne dont les travaux portent principalement sur l'épistémologie sociale.

## Biographie
Gloria Origgi obtient en 1994 un PhD en philosophie à l'Université de Milan (titre Informazione, Conoscenza, Evoluzione). Elle est post-doctorante à Paris, à l'École polytechnique (1995-1996). De 1997 à 2002 elle est chercheuse et assistante au Département de Communication de l' Université of Bologne. En 2002 elle intègre l'Institut Jean-Nicod (CNRS-École Normale Supérieure-École des Hautes Etudes en Sciences Sociales). Elle soutient, dans le même institut l'Habilitation à diriger des recherches (HDR) en janvier 2013 avec le sujet de la confiance à la réputation en épistémologie sociale (jury présidé par Jérôme Dokic).
Qu'est-ce que la confiance ? est le premier essai écrit en français publié par Gloria Origgi. Elle y analyse la notion de confiance sous ses dimensions morales, affectives, épistémiques, politiques et interroge son statut de croyance ou de sentiment.
En 2015, Gloria Origgi dans son ouvrage La réputation : qui dit quoi de qui analyse comment une réputation se fait ou se défait. Son propos est illustré par trois études particulières : la réputation sur internet, la réputation du vin, la réputation académique.
En 2019 elle publie Passions sociales, ouvrage qu'elle dirige et qui réunit de nombreux chercheurs et chercheuses dont Eva Illouz, Nathalie Heinich, Jon Elster, Gérald Bronner, Marc Crépon, Alexandre Gefen... L'objectif de ce dictionnaire est  "de mieux comprendre le rôle des passions en tant que mobiles de l'action sociale et politique à la lumière des théories contemporaines de l'action collective". "Cela amène aussi à réfléchir à la façon dont ces émotions sont susceptibles d’être manipulées ou canalisées...".

## Publications
- Gloria Origgi, La vérité est une question politique, Paris, Albin Michel, 2024, 176 p. (ISBN 978-2-226-49033-9)[7]
- Gloria Origgi (dir.), Passions sociales, Paris, PUF, 2019, 704 p. (ISBN 978-2-13-079881-1)[8]
- Gloria Origgi, La réputation : qui dit quoi de qui, Paris, PUF, 2015, 304 p. (ISBN 978-2-13-062590-2)
- Gloria Origgi, Qu'est-ce que la confiance ?, Paris, Vrin, 2008, 126 p. (ISBN 978-2-7116-1870-5)
- (it) Introduzione a Quine, Roma, GLF editori Laterza, 2000, 204 p.